# Royal Hibernian Academy
La Royal Hibernian Academy és una institució fundada en Dublín el 1823, basada i orientada pels artistes irlandesos. En fou membre fundador i primer president el pintor William Ashford.
Per a finals del segle xix la RH era la institució irlandesa líder en promoure les arts visuals. A la meitat del segle XX la RHA va ser vista com a reaccionària, impedint el desenvolupament del modernisme a Irlanda i l'Exposició Irlandesa d'Art Vivent va ser fundat el 1943 per desafiar les polítiques d'exposició de la RHA. Això ha canviat novament, Louis le Brocquy un dels fundadors de l'Exposició Irlandesa d'Art Vivent és ara membre del Consell Honorari de l'Acadèmia i la mateixa missió de la RHA diu que està dedicada a desenvolupar, afermar i desafiar l'apreciació i comprensió del públic tradicional i innovador a les arts visuals.
La sede estava originàriament situada a l'Academy House en Abbey Street a Dublín, però aquesta va ser destruïda per un incendi el 1916 durant l'Alçament de Pasqua. El 1970 es va construir un nou edifici en Ely Place a Dublín, aquest edifici té quatre galeries; aquí l'Acadèmia fa l'exposició anual, una exhibició d'art que s'ha organitzat des de 1826. Addicionalment, l'Acadèmia presenta exposicions freqüents i és responsable de grans retrospectives del treball d'artistes irlandesos. L'Acadèmia té una gran col·lecció d'art irlandès, però no està en exposició permanent.
L'Acadèmia està fundada pel Consell d'Arts/An Chomhairle Ealaíon, a través dels ingressos de l'Exposició Anual, i de Benefactors, Patrons i Amics de l'Acadèmia.